# كأس الاتحاد الأوروبي 1992–93
كأس الاتحاد الأوروبي 1992–93 (بالإنجليزية: 1992–93 UEFA Cup)‏ هو الموسم الثاني والعشرون من بطولة كأس الاتحاد الأوروبي. أقيم بمشاركة 64 فريقاً.
حقق يوفنتوس الإيطالي لقب البطولة للمرة الثالثة في تاريخه بعد فوزه في النهائي على بوروسيا دورتموند الألماني بنتيجة 6-1 في مجموع المباراتين.